# Erik Lund (football)
Pour les articles homonymes, voir Lund.
Erik Lund est un footballeur suédois, né le 6 novembre 1988 à Ljungskile en Suède. Il évolue comme arrière droit.

## Sélection
- Suède : 2 sélections
- Première sélection le 20 janvier 2010 : Oman - Suède (0-1)

Erik Lund compte deux sélections avec la Suède, les deux en tant que remplaçant au début de l'année 2010.

## Palmarès
Vierge